# SS Ceramic (1913)
SS Ceramic byl zaoceánský parník společnosti White Star Line vybudovaný v loděnicích Harland & Wolff v Belfastu.
Po své první plavbě se plavil na lince Liverpool - Austrálie, kde byl na dlouhou dobu největší lodí, poté sloužil jako transportní loď během 1. světové války, po níž se vrátil zpět na svou linku. V roce 1934 se White Star Line sloučila s Cunard Line a Ceramic byl prodán společnosti Shaw, Savill a Albion, ale zůstal na stejné trase. Na počátku 2. světové války se stal Ceramic znovu transportní lodí, ale brzy se vrátil zpět do civilní služby. V noci 6. prosince 1942 byl západně od Azor na cestě do Austrálie, když ho zasáhla 3 torpéda z ponorky U-515. Ceramic byl poškozený, ale stále se držel na hladině, přesto bylo spuštěno 8 plně obsazených záchranných člunů. O dvě hodiny později vystřelila U-515 dvě další torpéda, která zasáhla loď a ta se hned potopila.